# Shell helpt

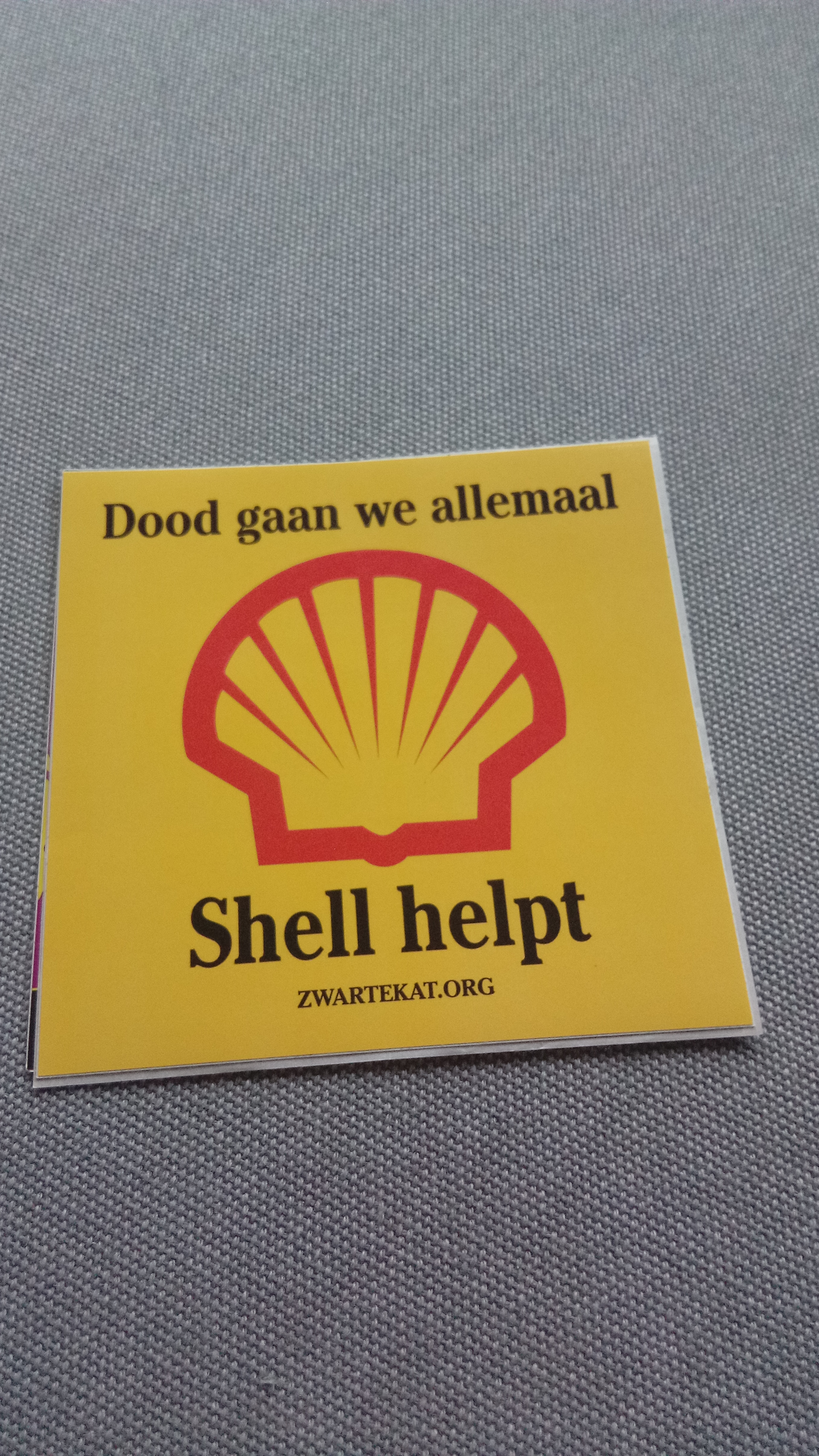
Nog in 2021 kent men de actie: Dood gaan we allemaal, alternatieve 'Shell helpt' sticker, Hillegersberg, Rotterdam

Shell helpt was een grote reclamecampagne van Shell Nederland Verkoopmij B.V. die bedacht was door Krijn Mulder, hoofd marketingcommunicatie van Shell Nederland. De teksten zijn van copywriter Hans van  Dijk. Het was de Nederlandse versie van een Amerikaanse campagne met als titel ‘Come to Shell for answers’. Een handvol informatieve consumentenbrochures waarmee Shell goed scoorde in de Verenigde Staten. Elke editie behandelde een concreet probleem dat mensen met hun auto kon overkomen. Daarbij bevatte het aan het eind een kleine follow-up over energievraagstukken.
Het idee er achter was in Nederland zowel praktisch als informatief, met de bedoeling het ook echt waar te maken. Medewerkers bij de tankstations waren geïnstrueerd en gestimuleerd met acties om klanten zo goed mogelijk te helpen. Met ook een klantenservice met acht mensen aan de telefoon aan het Rotterdamse Hofplein, die vragen van consumenten beantwoordden. De campagne startte rond 1977.
Vier keer per jaar verscheen er een Shell Helpt boekje, een huis-aan-huis folder, met voor die tijd redelijk unieke multimediale ondersteuning. In dagbladen en tijdschriften werd er reclame mee gemaakt. Ook een televisiespotje met Kees Brusse in de hoofdrol als de Shell Answer Man. 
De uitgaven werden geproduceerd in samenwerking met instanties als Veilig Verkeer Nederland, de Algemene Verkeersdienst van de Rijkspolitie, BOVAG, RAI en de ANWB. De boekjes oogden mede daardoor niet commercieel opdringerig. Shell kwam er zelf nauwelijks in voor of gaf het koopadviezen. Maar door de kleur, het geel en rood, was de afzender overduidelijk Shell.
Een van de mooiste voorbeelden van 'Shell helpt' was het Shell stratenboek.  
Op 1 januari 1978 werd in de Europese Economische Gemeenschap het gebruik van een aantal oude en vertrouwde eenheden, zoals calorie en atmosfeer wettelijk verboden. Ter gelegenheid van de verplichting het SI-stelsel te gaan gebruiken, bracht Shell een speciale versie uit: SI Het Internationale Stelsel van Eenheden. 
Als de oliecrisis en de autoloze zondag na ruim vijf jaar alweer een tijdje achter de rug zijn is de inspiratie voor nieuwe deeltjes ‘Shell Helpt’ wel opgedroogd. .

## Geschiedenis
Ergens midden jaren zeventig startte Shell in de Verenigde Staten een campagne met informatieve consumentenbrochures. Elk daarvan behandelde een onderwerp dat was afgestemd op concrete problemen die mensen met hun auto kon overkomen. De serie had als titel: ‘Come to Shell for answers’. Shell had daarmee in Amerika veel succes.
Het ingehuurde reclamebureau ging voor Nederland ook uit van boekjes en er dan enkele tienduizenden van te laten drukken, om weg te geven op de tankstations. Het idee van Krijn Mulder was echter om ze niet te laten weggeven, maar huis-aan-huis in de brievenbus in heel Nederland te laten verspreiden. De opzet was om er bovendien nog een hele campagne op tv en in dagbladen voor te voeren om mensen daarop attent te maken. Er was al eens eerder een campagne gemaakt onder het motto ‘Shell helpt de autokosten drukken’. De titel vond men voor dat doel veel te lang. De bijdrage van Hans van Dijk was zijn voorstel om de laatste drie woorden eraf te halen. Waarmee ‘Shell helpt’ was geboren.
Het bureau kreeg de opdracht jaarlijks vier edities te maken, die landelijk huis-aan-huis verspreid zouden worden in een oplage van vijf à zes miljoen. Voor elke nieuwe uitgave werd een aparte tv-commercial gemaakt en verschenen advertenties in dagbladen en tijdschriften. Bij de boekjes werd net zoals in Amerika een televisiespotje gemaakt. Voor de presentatie in de commercials zocht men een vertrouwenwekkende figuur, die zogenaamd namens de consument bij Shell informeert naar het waarheidsgehalte van datgene waarover de uitgave handelt. Het bureau dacht dat Kees Brusse daarvoor uitstekend geschikt zou zijn en ook de acteur bleek graag mee te willen werken. De samenwerking beviel iedereen zo goed dat toen de productie van de uitgaven werd beëindigd, het creatieve team nieuwe concepten bedacht. Daarbij ging het dan ook over andere onderwerpen, zoals de kwaliteit van de benzine. ‘Helpt dat nou echt, ASD in de benzine?’, was de vraag. ‘Ja, meneer Brusse, dat helpt echt’, luidde het antwoord. Ander voorbeeld: ‘Ik zeg laatst tegen Shell: jullie komen met een nieuwe olie, was die oude dan niet goed?’.
Om de medewerkers van de afdelingen marketing en supply van Shell te bedanken voor hun inzet zijn er zo'n 2000 exemplaren van het Beatles album Help! extra geperst. Daarbij staan de Beatles op de hoes afgebeeld voor een groot Shell-logo.

## De boekjes
- Deel  1  Hoe u autoproblemen ontdekt voor ze veel geld gaan kosten.
- Deel  2  Zonder autoproblemen op vakantie.
- Deel  3  Normaal, Super, LPG of Diesel: wat is voor u het voordeligst?
- Deel  4  Zonder autoproblemen de winter door.
- Deel  5  Wat je wel en niet moet doen in noodsituaties.
- Deel  6  Hoe u zonder risico een tweedehands auto koopt.
- Deel  7  Zin en onzin over olie voor uw auto.
- Deel  8  Hoe 24 automobilisten ruim 20% zuiniger leerden rijden.
- Deel  9  Hoe uw auto dankzij af en toe een uurtje werk langer meegaat.
- Deel 10  De onbekende gevaren van rijden bij slecht weer.
- Deel helpt Motorfiets special: Wat je moet weten voor je op 'n motor stapt.
- Deel 11  Wat elke automobilist moet weten over pech onderweg.
- Deel 12  Wat i moet weten en wat u mag vergeten over de banden onder uw auto.
- Deel 13  Het lange rittenboek.
- Deel 14  Hoe iedereen kan helpen bij 'n ongeluk.
- Deel 15  Kinderen in het verkeer.
- Deel 16  Hoe u op elke tank van 5 tientjes 1 tientje kunt besparen.
- Deel 17  Waarom de olieprijzen steeds maar stijgen.
- Deel 18  Een kijkje in de meterkast van 18 Nederlandse gezinnen.
- Deel 19  Wat er komt kijken bij het kopen van een auto.
- Deel 20  Wat u moet weten over energie.
- Deel 21  De taal van de weg
- Deel 22  Verkeersongevallen Wat kunt u doen om ze te voorkomen?
- Deel 23  Goedkoper autorijden Over brandstofbesparende wondermiddelen en wat echt helpt.

Daarnaast gaf Shell ook een stratenboek uit, dat nagenoeg elke automobilist in het handschoenkastje had liggen.
Later werd van 1988 tot 1990 een vervolgserie uitgebreider boekjes uitgegeven, waarvan de titel nog aan 'Shell helpt' deed terugdenken: de serie "Shell helpt u op weg" deel 1 t/m 8

## Modelspoorwagon
Arnold 4372-11 N Ketelwagon 'Shell Helpt' Een gele 'Shell Helpt' ketelwagon van de Nederlandse spoorwegen.